# Tallai
Tallai ist ein etwas außerhalb liegender Vorort der Stadt Gold Coast in Queensland, Australien. Er liegt im etwa 10 Kilometer vor der Stadt und nicht an der Küste, sondern im Hinterland. Tallai ist eng mit dem Vorort von Worongary verbunden. Beide Vororte grenzen unmittelbar nördlich und westlich an Mudgeeraba an und liegen 10 Kilometer westlich von Mermaid Beach. Worongary ist der größere Vorort.

## Name
Es wird angenommen, dass der Name des Vororts auf eine Bezeichnung der regionalen Aborigines zurückgeht. Er bezeichnet ein Rankengewächs oder den Flug einer Taube.

## Geschichte
In Worongari hielten Züge der South Coast Railway bereits im Jahr 1903 an. Die ersten Besiedlungen der Europäer erfolgten im Norden bei Nerang und im Süden von Tallai. In Worongari entstanden 1979 erste Wohnhäuser und im Jahr 1993 wurde eine Grundschule eröffnet. 2004 entstand das Worongary Village Shopping Centre.
Tallai, das enger zu Mudgeeraba liegt, hat einen Golfplatz an der gemeinsamen Grenze.

## Bevölkerung
Bei der Volkszählung 2021 hatte Tallai 4465 Einwohner. 50,6 % davon weiblich und 49,4 % männlich. Das durchschnittliche Alter der Bewohner von Tallai beträgt 44 Jahre, sieben Jahre mehr als der australische Durchschnitt. 69,1 % der Bewohner Tallais sind in Australien geboren. Die großen Minderheiten sind Neuseeländer mit 6,6 %, Engländer mit 6,2 %, Südafrikaner 1,9 %, Schotten mit 0,9 % und Chinesen mit 0,8 % Bevölkerungsanteil. 87,3 % der Einwohner sprechen zu Hause ausschließlich Englisch. Weitere dort verwendete Sprachen sind Mandarin, Japanisch, Russisch, Italienisch und Afrikaans.